# NGC 3087
NGC 3087 is een elliptisch sterrenstelsel in het sterrenbeeld Luchtpomp. Het hemelobject werd op 2 februari 1835 ontdekt door de Britse astronoom John Herschel.

## Synoniemen
- ESO 374-15
- MCG -6-22-5
- AM 0956-335
- PGC 28845